# Adieu, Bulle
Adieu, Bulle (Original: Adieu poulet; DDR-Titel: Ungleiches Duell) ist ein französischer Spielfilm von Pierre Granier-Deferre aus dem Jahr 1975. Er basiert auf einem Roman von Raf Vallet.

## Handlung
Während eines Wahlkampfs in der nordfranzösischen Stadt Rouen (die in der deutschen Synchronisation nicht namentlich erwähnt wird, wohl aber in der französischen Originalfassung), wird eine Gruppe von Plakatierern von einem Schlägertrupp überfallen, einer der Plakatierer wird dabei getötet. Ein Polizist, der die Schläger stellen will, wird angeschossen und schwer verletzt, kann jedoch den Namen des Schützen nennen: Portor.
Nach einer versuchten Geiselnahme durch die Familie des getöteten Plakatierers übernimmt Verjeat, ein angesehener, entschlossener und wortkarger Kommissar, gemeinsam mit dem ihm unterstellten Inspektor Lefèvre die Ermittlungen und muss erkennen, dass der skrupellose Regionalpolitiker Pierre Lardatte derartige Methoden anordnet oder zumindest billigend in Kauf nimmt. Lardatte erkennt seinerseits bald, dass die Situation seine Ambitionen durchkreuzen kann. Er versucht über seine Kontakte zu erwirken, dass Verjeat die Ermittlungen wieder entzogen werden. Da dessen Amtsführung jedoch tadellos ist, kann er dies nur dadurch erreichen, dass er Verjeat eine Beförderung verschafft, die eine Versetzung nach Montpellier mit sich bringt.
Verjeat durchschaut das Spiel und inszeniert mit Hilfe des loyalen Lefèvre einen gegen ihn selbst gerichteten Korruptionsverdacht, so dass Richter Delmesse gegen ihn ermitteln muss. Damit erreicht Verjeat die Aussetzung seiner Beförderung und kann weiter an dem Fall arbeiten. Der angeschossene Polizist verstirbt im Krankenhaus. Doch Verjeat unterdrückt die Todesnachricht, ersetzt den Mann durch einen Kollegen und versucht so, dem Anführer der Schlägertruppe, Portor, der den letzten Zeugen beseitigen muss, eine Falle zu stellen. Dies misslingt jedoch ebenso wie auch weitere Versuche, ihn festzunehmen.
Infolge der Fehlschläge und des zunehmenden Drucks durch die Ermittlungen gegen ihn sieht sich Verjeat veranlasst, seinem Vorgesetzten gegenüber den Bestechungsvorwurf als von ihm fingiert zu beichten, worauf ihm der Fall tatsächlich entzogen wird. Schließlich nimmt Portor Pierre Lardatte als Geisel, verlangt einen Fluchtwagen und Verjeat als Verhandlungspartner. Als dieser dann am Tatort eintrifft, verweigert er sich mit den Worten „Kommissar Verjeat ist versetzt nach Montpellier!“ und überlässt Lardatte seinem Schicksal. Er verabschiedet sich von Lefèvre mit den Worten „Adieu, Bulle“, doch folgt ihm dieser nach einem Moment und beide verlassen den Tatort.

## Kritik
Im Lexikon des internationalen Films heißt es zum Film: „Perfekter Actionfilm mit Lino Ventura in einer Glanzrolle als bedrängter Außenseitertyp mit nicht gerade zimperlichen Methoden.“
Paula Linhart urteilte für den film-dienst: „Im rasanten Tempo und überfrachteten Stoffdetail wirkt der Film etwas überdreht, zumal der komödiantische Pfiff nicht leicht genug ist für die turbulente Story mit ihren unrealistischen Sprüngen. Aber den Spannungseffekt hält er bis zum Ende perfekt durch, und weil er mit seinen Darsteller-Favoriten auch höhere Ansprüche erfüllt, kommen Liebhaber dieser Filmgattung – unzimperlichen Schlagabtausch eingerechnet – voll auf ihre Kosten.“
Prisma befand: „Pierre Granier-Deferre drehte diesen perfekten, zeitweise recht harten Kriminalfilm, der die Korruption und die Verlogenheit der Politiker brandmarkt, nach einem Roman von Raf Vallet. In der Hauptrolle als bissig-sturer Kommissar Verjeat, der Beamten und Politikern den Kampf ansagt, brilliert der unvergessene, im Oktober 1987 verstorbene Lino Ventura, der im italienischen Parma geboren, aber in Frankreich zum Filmstar wurde. Ebenfalls überzeugend: der viel zu früh verstorbene Patrick Dewaere als schlagkräftiger Assistent. Unbedingt ansehen!“
Die Filmzeitschrift Cinema schrieb: „Lino Ventura schlüpft in die Rolle des mürrischen Polizisten wie in eine zweite Haut. Stoisch und gelegentlich schlagkräftig, steht der Kommissar für sein Berufsethos ein  ohne idealistisch auf Anerkennung zu hoffen. Fazit: Klug erdacht und zunehmend spannend.“